# Aedes laniger
Aedes laniger är en tvåvingeart som först beskrevs av Christian Rudolph Wilhelm Wiedemann 1820.  Aedes laniger ingår i släktet Aedes och familjen stickmyggor. Inga underarter finns listade i Catalogue of Life.